# Таромское
Таро́мское (укр. Таромське) — бывший посёлок городского типа, Днепровский городской совет, Днепропетровская область, Украина.
Код КОАТУУ — 1210166500.
Посёлок упразднён в 2001 году, поскольку вошёл в состав города.

## Географическое положение
Посёлок городского типа Таромское находился на правом берегу реки Днепр, выше по течению примыкал пгт Карнауховка, который ныне находится на территории Каменского городского совета,
ниже по течению примыкал город Днепр. В настоящее время представляет собой самую западную часть города Днепр, входит в состав Новокодакского района.
Рядом проходит автомобильная дорога Н-08. Через посёлок проходит железная дорога, станции Платформа 169 км и Сухачевка.

## Население
Население по переписи 2001 года — 15838 человек (по данным 1975 года население составляло 18 тыс. человек).

### Языковой состав
Родной язык населения по данным переписи 2001 года:
| Язык       | Численность, чел. | Доля     |
| ---------- | ----------------- | -------- |
| Украинский | 14 023            | 88,47 %  |
| Русский    | 1 738             | 10,97 %  |
| Другое     | 89                | 0,56 %   |
| Итого      | 15 850            | 100,00 % |

## История
- Местность известна с XII века как Тарентский Рог.
- Первые казацкие курени с 1564 года.
- Посёлок возник как казацкая слобода в начале XVIII века.
- С 1704 года — слобода Таромская, с 1764 года — государственная военная слобода, с 1885 года — село.
- По одной из версий название Таромское (Тарамское) возникло из-за особенностей местности: берег Днепра на продолжительном участке в этом месте был скалистый и каменистый, и, когда по дороге проезжали повозки, они сильно тарахтели, «тартотыли», «тарамтели»…
- С 1938 года — посёлок городского типа.
- С 1970 года — включён в границы Днепропетровска.
- 1992—2001 года — самоуправляемый посёлок городского типа, подчинённый горсовету.
- С сентября 2001 года полностью вошёл в состав Днепропетровска (Ленинский район).

## Объекты социальной сферы
- Днепровская гимназия № 105 им. М. И. Лояна.
- Лицей № 123 «ТАНДЕМ».
- Днепровская гимназия № 124.
- ДЦПМСД № 16.
- Дошкольное учебное заведение № 239.
- Дошкольное учебное заведение № 20.
- Культурно-досуговый центр «Искра».

## Достопримечательности
- Станция Сухачёвка
- Свято-Покровский храм.[3]
- Памятный крест казакам-запорожцам основателям Таромского
- Памятник участникам трудового фронта и детям ВОВ
- Братская могила воинов-земляков, погибших в период ВОВ

## Галерея

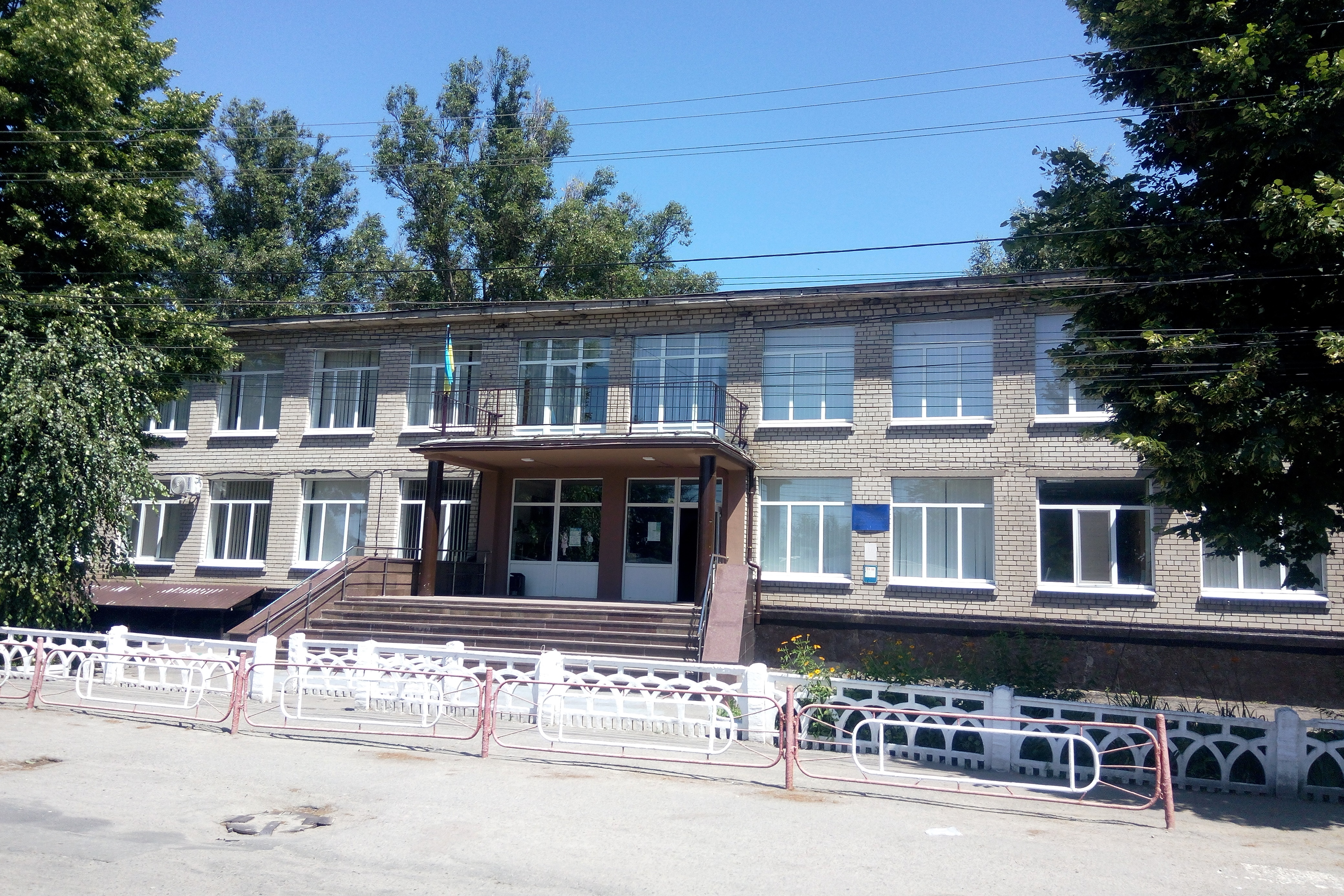
Средняя общеобразовательная школа № 124
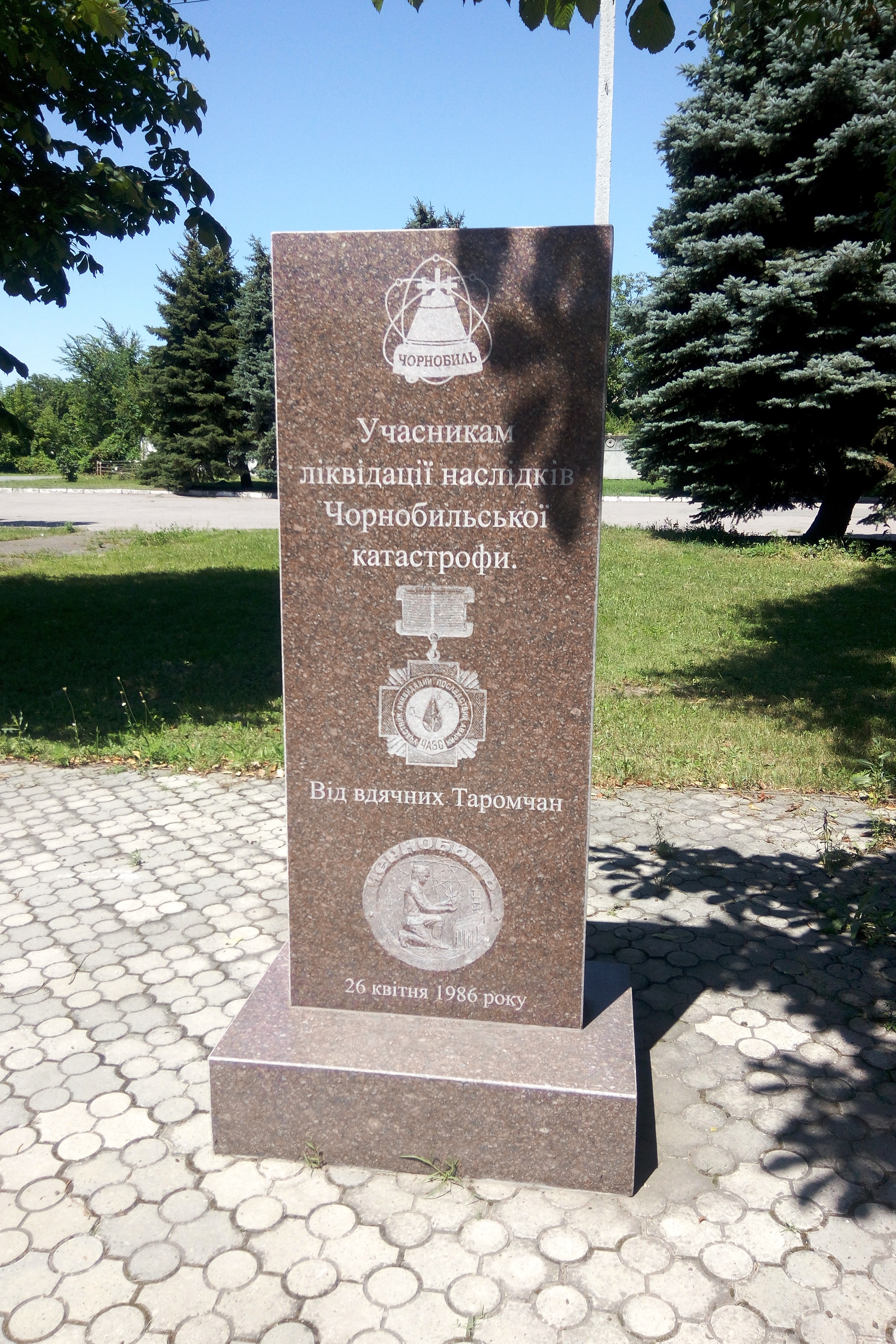
Памятник "Участникам ликвидации последствий Чернобыльской катастрофы"
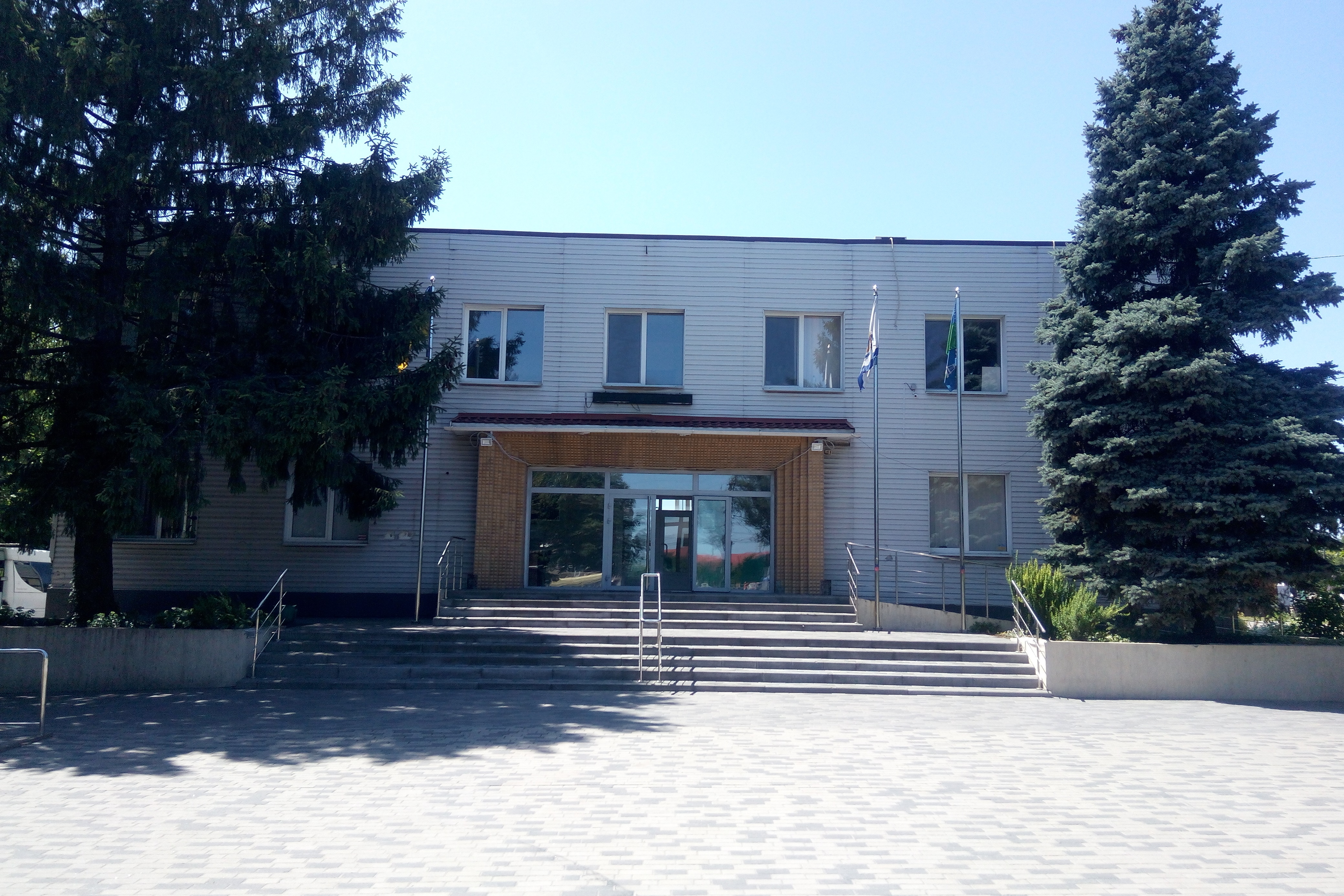
Таромский сельский совет ветеранов Украины
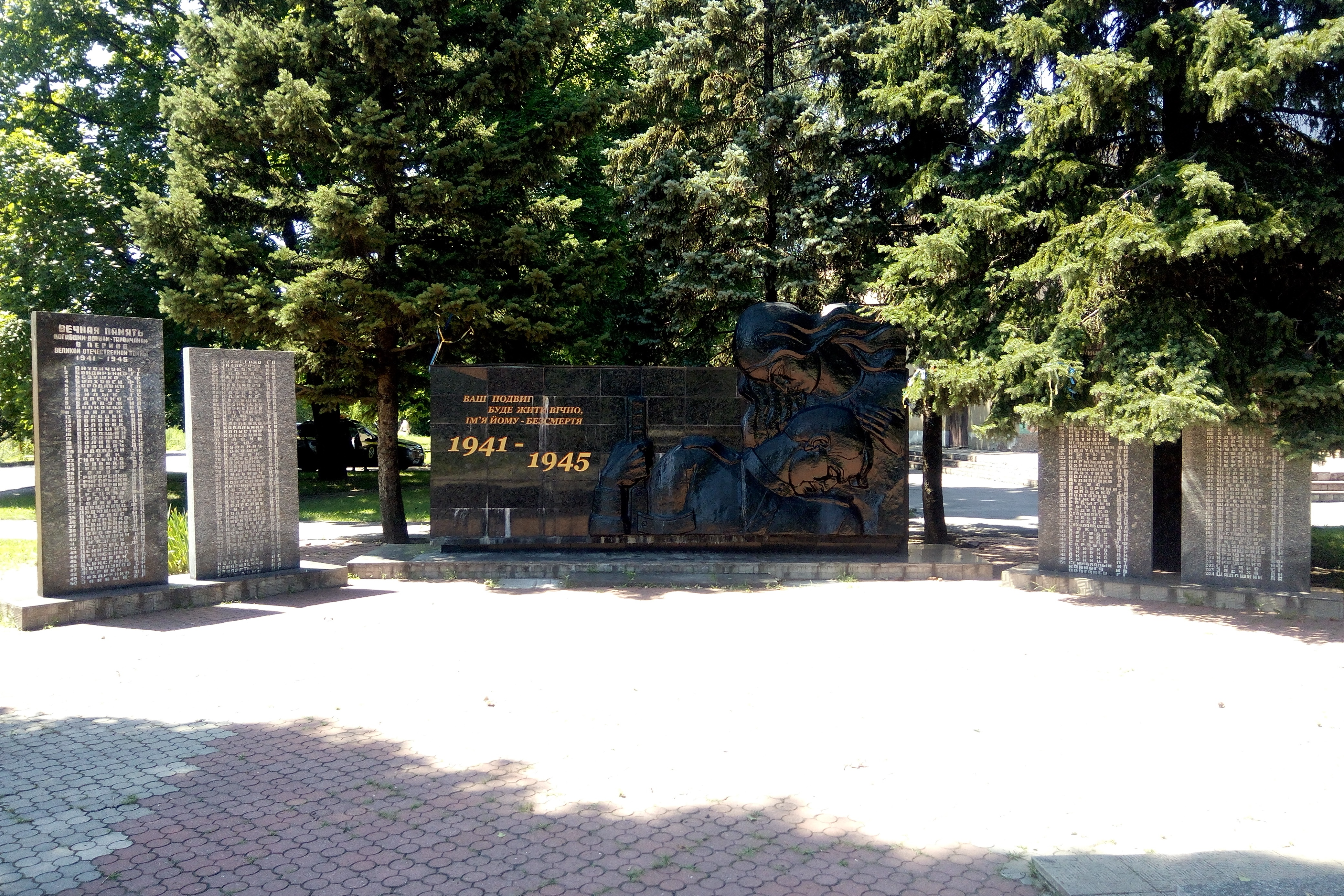
Мемориал погибшим воинам-таромчанам в период Великой Отечественной войны 1941-1945 г.г.
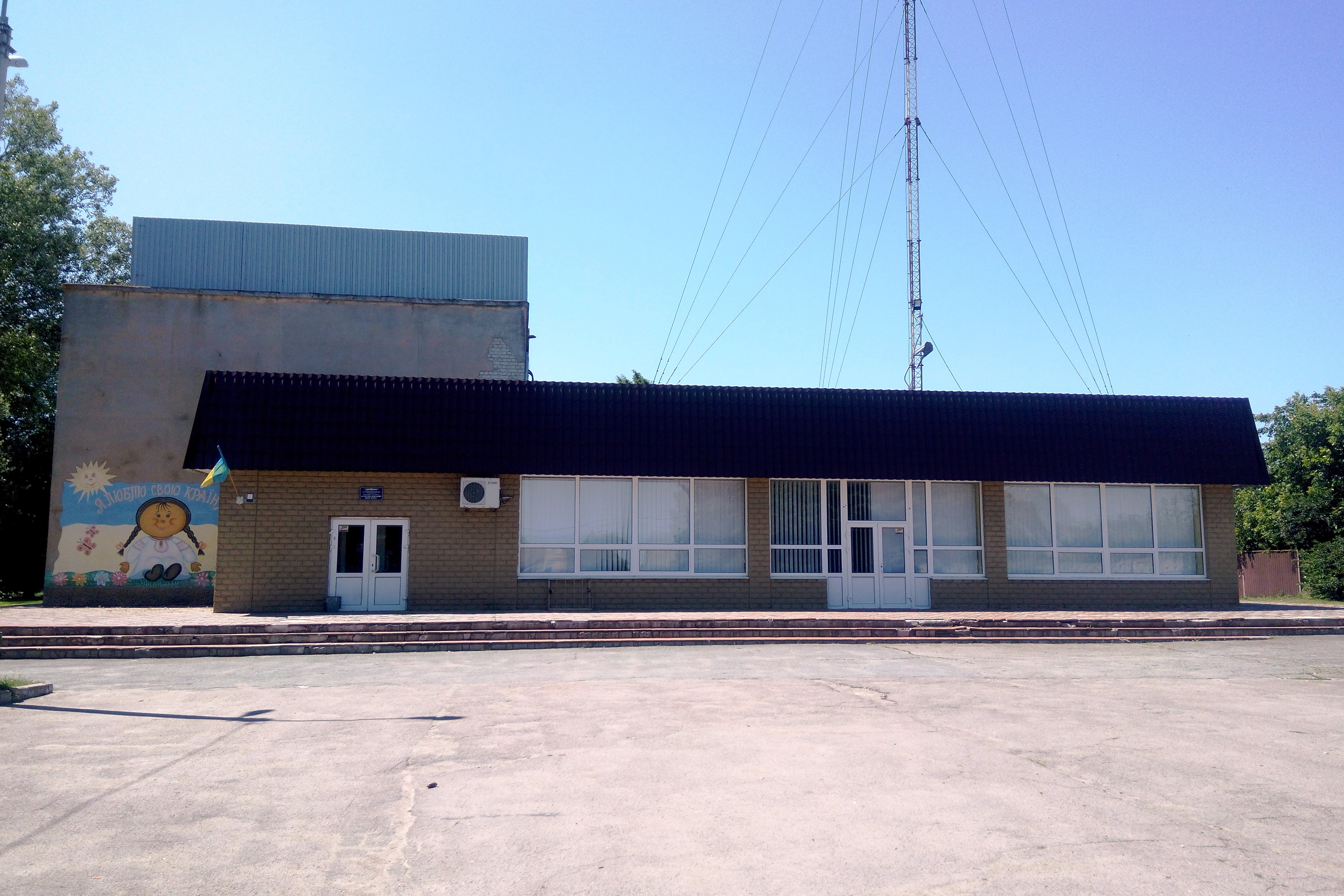
Культурно-досуговый центр "Искра"
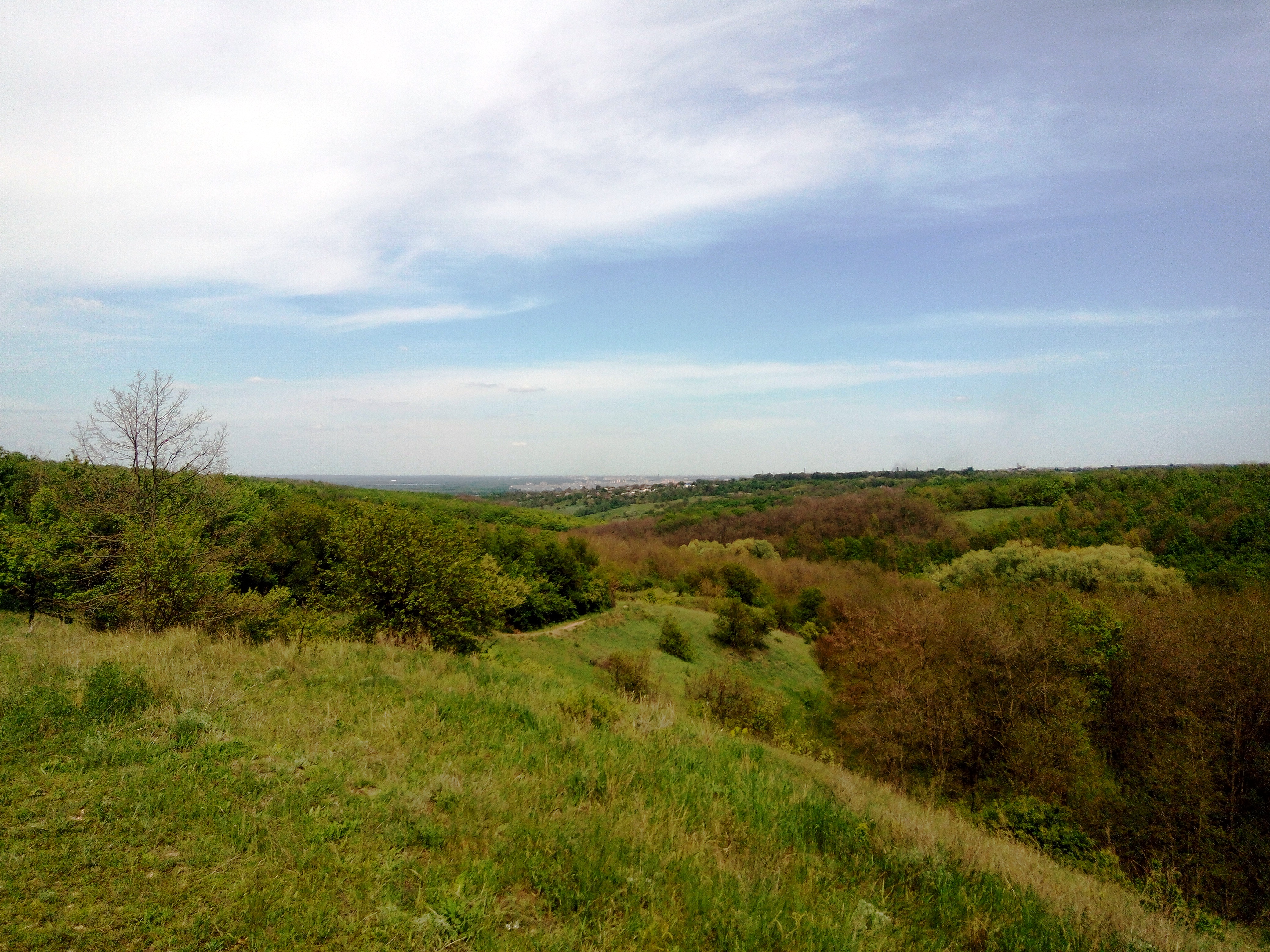
Ландшафт Новокодацкого лесничества
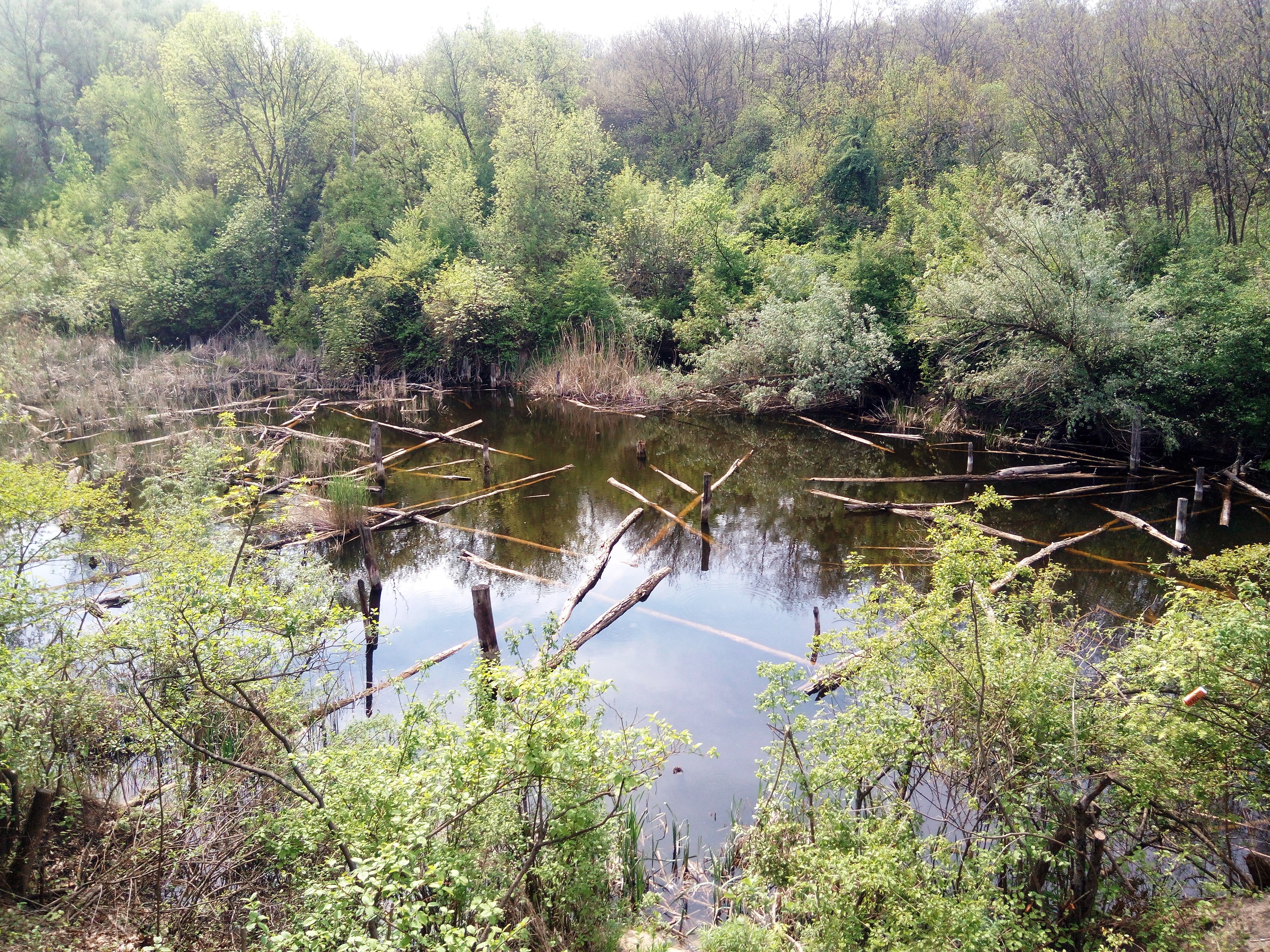
Озеро Дубове
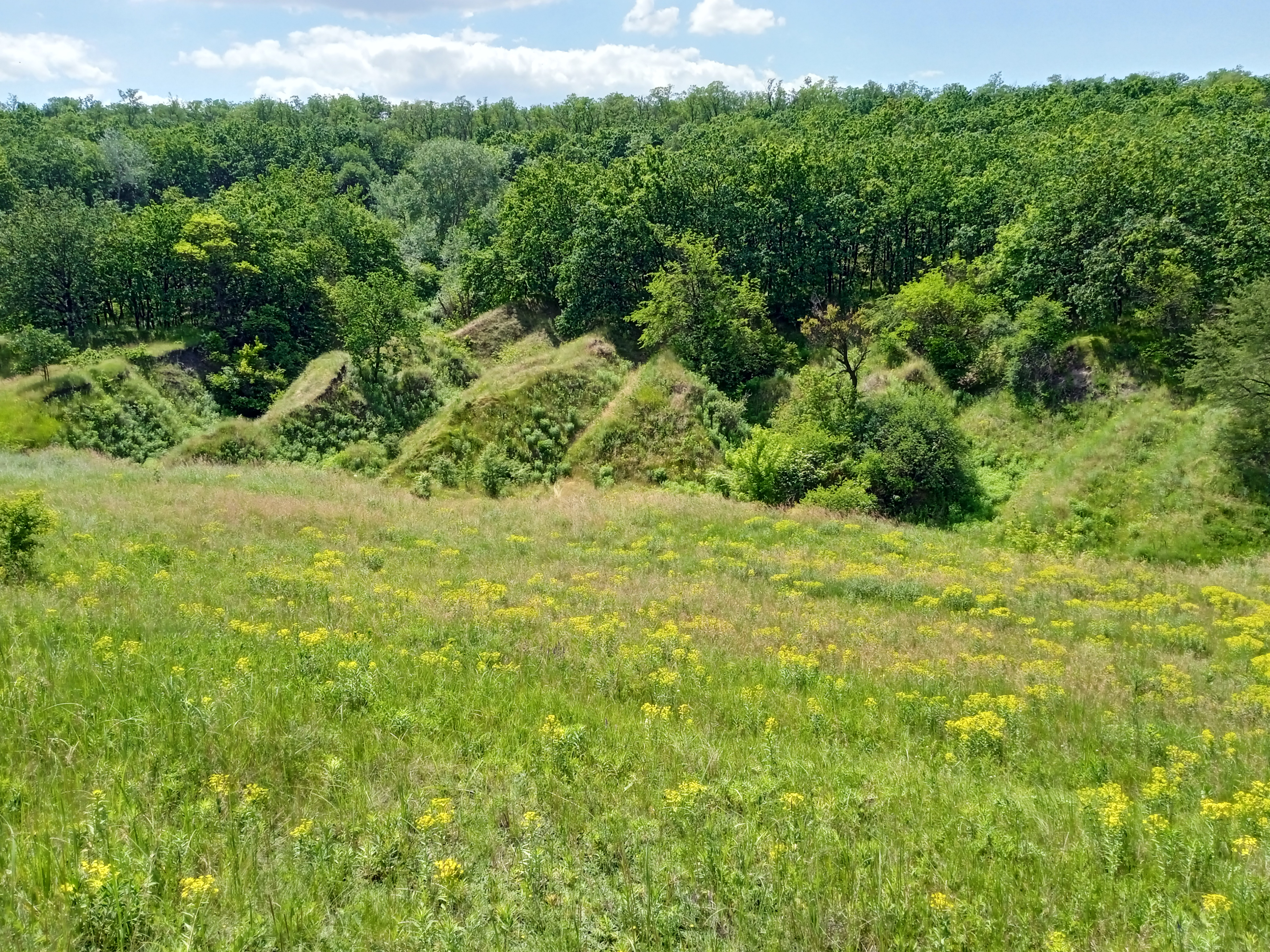
Балка Козирева